# Liste der Schiffe der United States Navy/F

## F-Fa
- USS F-1 (SS-20)
- USS F-2 (SS-21)
- USS F-3 (SS-22)
- USS F-4 (SS-23)
- USS F. J. Luckenbach (ID-2160)
- USS F. Mansfield & Sons Co
- USS Fabius (ARV(E)-5)
- USS Facility
- USS Fahkee
- USS Fahrion (FFG-22) (1996 an Ägypten verkauft und erhielt den Namen ENS Sharm el Sheikh)
- USS Fair (DE-35)
- USS Fair American
- USS Fairfax (DD-93)
- USS Fairfax County (LST-1193)
- USS Fairfield (1828, AK-178)
- USS Fairmont (ID-2429)
- USS Fairplay
- USS Fairy
- USS Falcon (, , MHC-59, MSC-190)
- USS Falgout (DE-324)
- USS Falkner
- USS Fall River (CA-131)
- USS Fallon (APA-81)
- USS Falmouth (1827)
- USS Fancy
- USS Fanning (DD-37, DD-385, FF-1076)
- USS Fanny Mason
- USS Fanny Skinner
- USS Fanshaw Bay (CVE-70)
- USS Fantana
- USS Farenholt (DD-332, DD-491)
- USS Fargo (CL-85, CL-106)
- USS Faribault (AK-179)
- USS Farquhar (DD-304, DE-139)
- USS Farragut (TB-11, DD-300, DD-348, DLG-6/DDG-37, DDG-99)
- USS Favorite (ID-1385/IX-45)
- USS Favourite
- USS Fawn
- USS Fayette (AP-88/APA-43)

## Fe-Fi
- USS Fearless (SP-724, YDT-5, MSO-442)
- USS Fearnot
- USS Fechteler (DE-157, DD-870)
- USS Federal (SP-3657)
- USS Feland (APA-11)
- USS Feldspar
- USS Felicia (PYc-35, )
- USS Felix Taussig (SP-2282)
- USS Fenimore (ID-2681)
- USS Fenimore Cooper
- USS Fentress (AK-180)
- USS Fergus (APA-82)
- USS Fern
- USS Fernandina
- USS Ferret
- USS Fessenden (DE-142)
- USS Fidelity (AM-96, MSO-443)
- USS Fieberling (DE-640)
- USS Fierce (AM-97)
- USS Fife (DD-991)
- USS Fillmore (APA-83)
- USS Finback (SS-230, SSN-670)
- USS Finch (, DE-328)
- Finland (ID-4543)
- USS Finnegan (DE-307)
- USS Fire Island
- USS Firebolt (PC-10)
- USS Firebrand
- USS Firecrest (AMC-33, AM-394, AMS-10, MSCO-10)
- USS Firedrake (AE-14)
- USS Firefly
- USS Firm (AM-98, MSO-444)
- USS Fish Hawk
- USS Fisher (AKR-301)
- USS Fiske (DE-143, DD-842)
- USS Fitch (DD-462)
- USS Fitzgerald (DDG-62)
- USS Fitzroy (DE-88)
- USS Fixity

## Fl
- USS Flag
- USS Flagler (AK-181)
- USS Flagstaff (PGH-1)
- USS Flaherty (DE-135)
- USS Flambeau
- USS Flambeau River (LCM(R)-503)
- USS Flasher (SS-249, SSN-613)
- USS Flatley (FFG-21)
- USS Fleming (DE-32, DE-271)
- USS Fletcher (DD-445, DD-992)
- USS Fli-Hawk
- USS Flicker (, )
- SS Flickertail State (T-ACS-5)
- USS Flier (SS-250)
- USS Flint (CL-97, AE-32)
- USS Flirt
- USS Florence
- USS Florence Nightingale (AP-70)
- USS Florida (1824, 1861, 1869, BM-9, BB-30, SSBN-728)
- USS Floridian (ID-3878)
- USS Florikan (ASR-9)
- USS Flounder (SS-251)
- USS Floyd B. Parks (DD-884)
- USS Floyd County (LST-762)
- USS Floyd Hurst
- USS Floyds Bay (AVP-)
- USS Flusser (1864, DD-20, DD-289, DD-368)
- USS Fly
- USS Flyer (AG-179)
- USS Flying Fish (1838, SS-229, SSN-673)

## Fo
- USS Foam (ID-2496)
- USS Fogg (DE-57)
- USS Foley (DE-270)
- USS Folly (No. 1453)
- USS Fomalhaut (AK-22/AKA-5, AE-20)
- USS Fond du Lac (APA-166)
- USS Foote (TB-3, DD-169, DD-511)
- USS Force (AM-99, MSO-445)
- USS Ford (FFG-54)
- USS Ford County (LST-772)
- USS Foreman (DE-633)
- USS Forest Rose (1862)
- USS Formoe (DE-58, DE-509)
- USS Forrest (DD-461)
- USS Forrest Royal (DD-872)
- USS Forrest Sherman (DD-931, DDG-98)
- USS Forrestal (CVA-59)
- USS Forster (DE-334)
- USS Forsyth (PF-102/PG-210)
- USS Fort Donelson (1862)
- USS Fort Fisher (LSD-40)
- USS Fort Henry (1862)
- USS Fort Hindman (1863)
- USS Fort Jackson (1862)
- USS Fort Mandan (LSD-21)
- USS Fort Marion (LSD-22)
- USS Fort McHenry (LSD-43)
- USS Fort Morgan (1864)
- USS Fort Snelling (LSD-23, LSD-30)
- USS Fort Wayne (SP-3786)
- USS Fort Worth (LCS-3)
- USS Fortify (MSO-446)
- USS Fortitude (AMC-31/YDT-2)
- USS Fortune (AVS-2, IX-146)
- USS Forward (1918)
- USS Foss (DE-59)
- USS Fowler (DE-222)
- USS Fox (1822, 1859, DD-234/AG-85, CG-33)
- USS Fox Island IV

## Fr-Fu
- USS Frament (DE-677/APD-77)
- USS Frances
- USS Frances II
- USS Francis G. Conwell
- USS Francis Hammond (FF-1067)
- USS Francis M. Robinson (DE-220)
- USS Francis Marion (APA-249)
- USS Francis Scott Key (SSBN-657)
- USS Francovich (DE-379, DE-606/APD-116)
- USS Frank Cable (AS-40)
- USS Frank E. Evans (DD-754)
- USS Frank H. Buck (SP-1613)
- USS Frank J. Petraca
- USS Frank Knox (DD-742)
- USS Frankford (DD-497)
- USS Frankfurt (1915)
- USS Franklin (1775, 1795, 1815, 1864, CV-13/AVT-8)
- USS Franklin Bell (AP-34)
- USS Franklin D. Roosevelt (CV-42)
- USS Franks (DD-554)
- USS Frazier (DD-607)
- USS Fred C. Ainsworth (AP-181)
- USS Fred T. Berry (DD-858)
- USS Freda
- USS Frederick (CA-8, LST-1184)
- USS Frederick C. Davis (DE-136)
- USS Frederick Funston (AP-178/APA-89)
- USS Frederick Luckenbach
- USS Fredonia (, )
- USS Free Lance
- USS Freedom (ID-3024, LCS-1)
- USS Freehold
- USS Freestone (APA-167)
- USS Fremont (AP-89, APA-44)
- USS French (DE-367)
- USS French Creek (AO-159)
- USS Fresno (AK-3063, SP-3063, CL-121, LST-1182)
- USS Frieda (SP-1618)
- Friedrich Der Grosse (ID-1408)
- USS Frigate Bird (, MSC-191)
- USS Frolic (1813, 1862, 1898, 1917)
- USS Frontier (AD-25)
- USS Frost (DE-144)
- USS Frybarger (DE-705)
- USS Frying Pan
- USS Fuchsia
- USS Fullam (DD-474)
- USS Fuller (DD-297, AP-14/APA-7)
- USS Fulmar (, )
- USS Fulton (1815, 1837, AS-1, SP-247, AS-11)
- USS Furman (AK-280)
- USS Furse (DD-882)
- USS Fury (PG-69)